# Wisconsin State Highway 160
Der State Trunk Highway 160 (oft auch als Highway 160, STH 160 oder WIS 160 bezeichnet) ist ein 5,54 km lange State Route in Wisconsin. Der Highway verläuft von Osten nach Westen im östlichen Zentralbereich dies US-Bundesstaates von Angelica nach Pulaski.

## Streckenbeschreibung

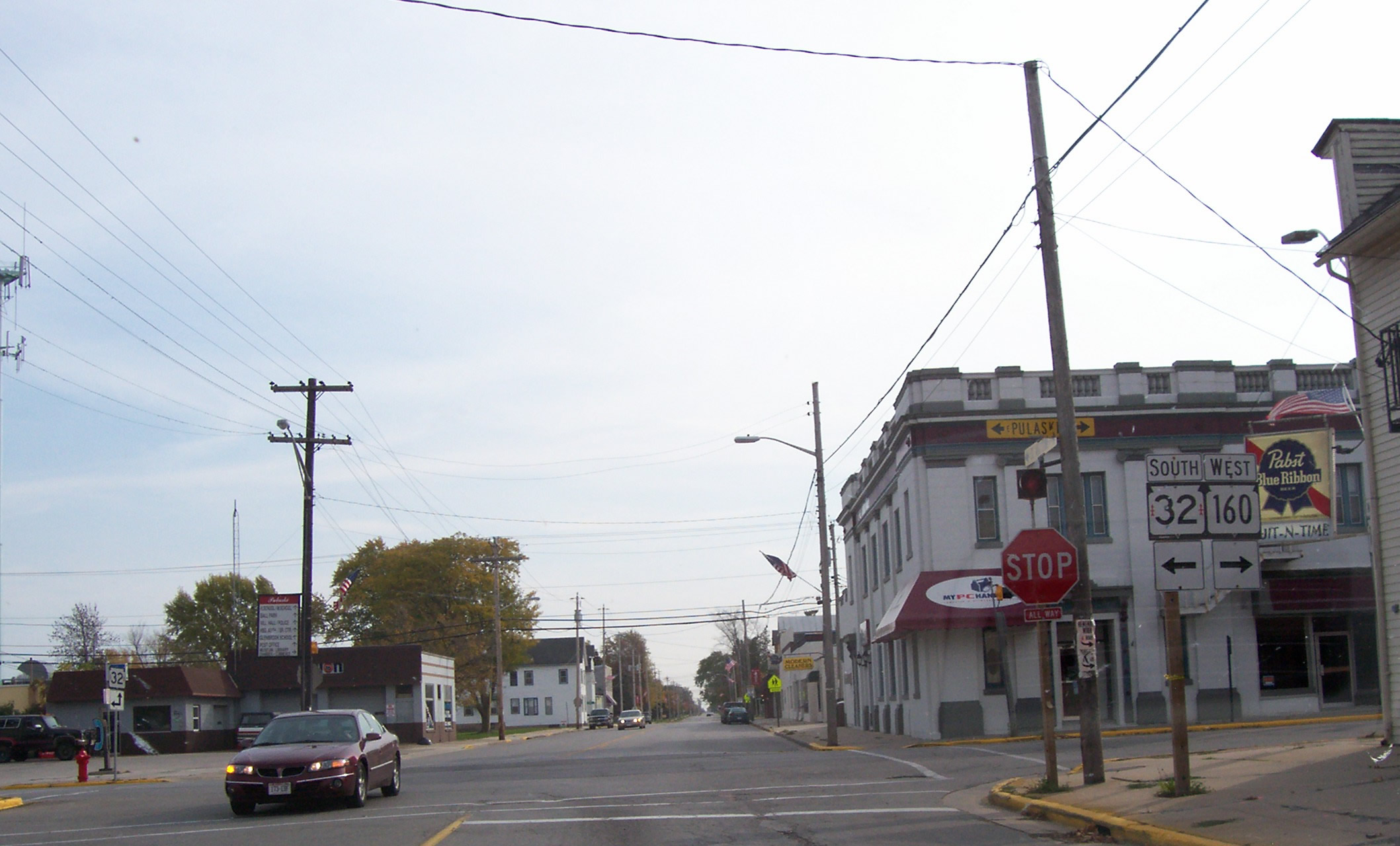
Östlicher Endpunkt

Der Highway beginnt im Zentrum von Pulaski, an der Kreuzung der in Ost-West-Richtung verlaufenden Pulaski Street mit der in Nord-Süd-Richtung führenden St. Augustine Street. Der Wisconsin State Highway 32 biegt an dieser Kreuzung von Osten kommend nach Norden ab, der WIS 160 führt von hier schnurgerade nach Westen und steigt dabei stetig leicht an, im gesamten Streckenverlauf um etwa 30 m. Nach knapp einem Kilometer führt die Straße aus dem Stadtgebiet hinaus in offenes Land und überquert die Grenze zwischen dem Brown County und dem Shawano County. 
Die Straße führt durch landwirtschaftlich genutztes Gebiet mit wenigen Häusern bis zur Ausfahrt 242 des hier mit getrennten Richtungsfahrbahnen versehenen Wisconsin State Highway 29 und geht so direkt über in den Wisconsin State Highway 55, der nördlich der Anschlussstelle gemeinsam mit dem WIS 29 verläuft und etwa zweihundert westlich der Anschlussstelle scharf nach Süden abbiegt.
Vor dem Bau der autobahnähnlichen Umgehung endete der WIS 160 direkt in Angelica an der Kreuzung mit dem WIS 29, der WIS 55 zweigt erst etwas weiter südlich ab.

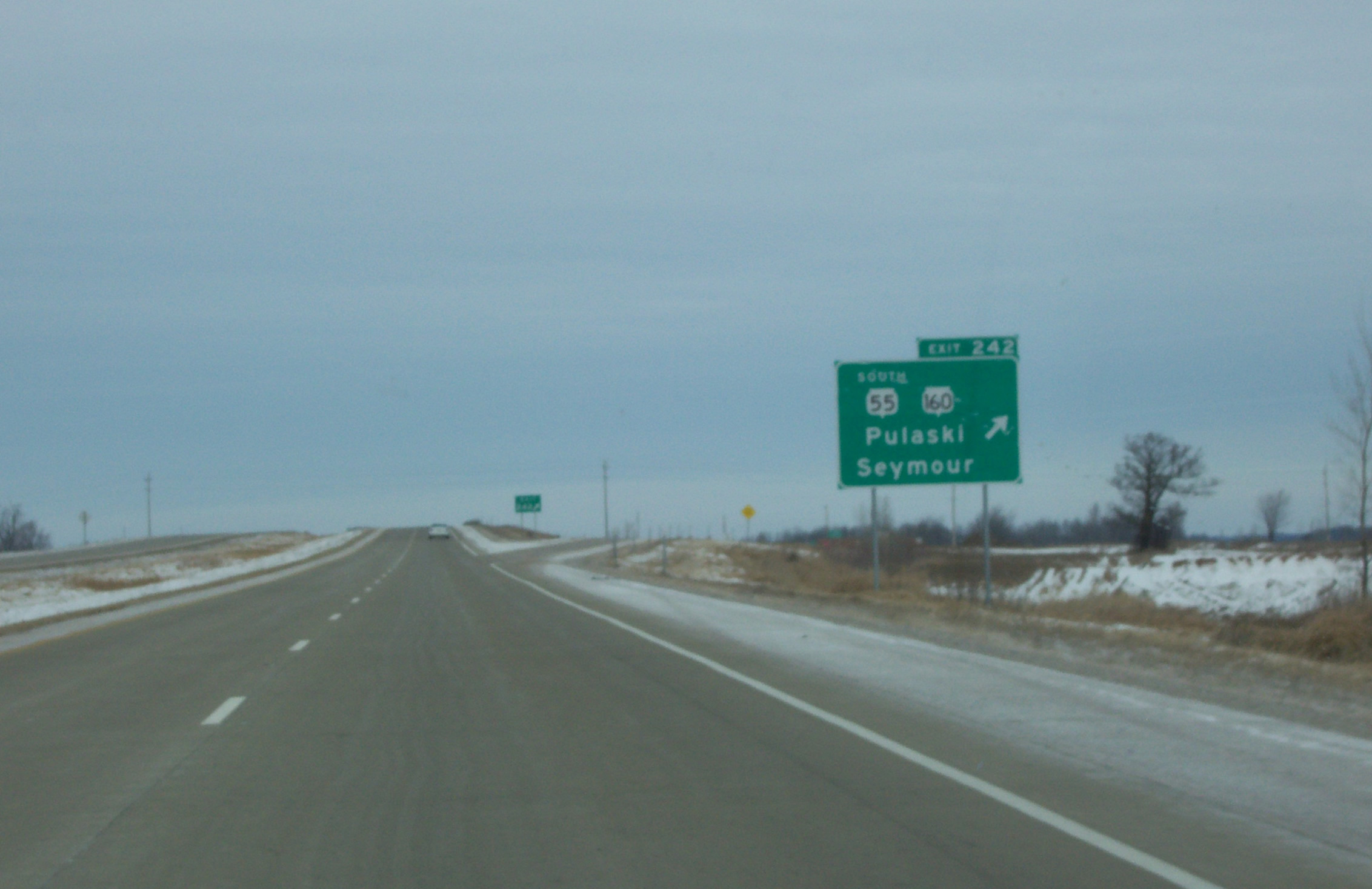
Westlicher Endpunkt, Blick vom WIS 29